# Pentagram (álbum de Gorgoroth)
Pentagram es el álbum debut de la banda noruega de black metal Gorgoroth. Fue lanzado después de dos demos en casete llamados A Sorcery Written In Blood y Promo '94. El álbum fue lanzado en formato CD en 1994 bajo el sello discográfico Embassy Productions. Ha sido reeditado siete veces, cuatro de ellas en CD (en 1996 por Malicious Records, en 1999 por Century Black para América, posteriormente se editó una remasterización bajo el sello Season of Mist en 2005, y por último fue remasterizado de nuevo en 2007 por Regain Records). También ha habido tres ediciones en vinilo (la primera a cargo de Malicious Records en 1996, la segunda por Agonia Records en 2005 limitado a tan solo 1000 copias y la última por Back on Black Records en 2006).

## Listado de canciones
| N.º   | Título                                             | Letras         | Música         | Duración |  |
| 1.    | «Begravelsesnatt» (Burialnight)                    | Hat            | Goat Pervertor | 2:34     |  |
| 2.    | «Crushing the Scepter (Regaining a Lost Dominion)» | Infernus       | Infernus       | 3:25     |  |
| 3.    | «Ritual»                                           | Hat            | Infernus       | 3:54     |  |
| 4.    | «Drømmer om Død» (Dreams about Death)              | Hat            | Goat Pervertor | 3:47     |  |
| 5.    | «Katharinas Bortgang» (Katharina's Passing)        | Infernus       | Goat Pervertor | 4:05     |  |
| 6.    | «Huldrelokk»                                       | (instrumental) | Infernus       | 1:54     |  |
| 7.    | «(Under) The Pagan Megalith»                       | Goat Pervertor | Goat Pervertor | 3:55     |  |
| 8.    | «Måneskyggens Slave» (The Moon-shadow's Slave)     | Infernus       | Infernus       | 5:52     |  |
| 29:18 |                                                    |                |                |          |  |

## Miembros
- Hat - voz
- Infernus - guitarra
- Samoth - bajo
- Goat Pervertor - batería
- Mikhael Schmitt - triángulo eléctrico